# Richard Bentley (förläggare)
Richard Bentley, född 24 oktober 1794 i London, död 10 september 1871 i Ramsgate, var en engelsk förläggare. Bentley föddes in i en familj av förläggare, som sträckte sig bakåt i tre generationer. Han och hans bror, Samuel, etablerade sitt första bolag 1819 under namnet S. and R. Bentley (alternativt S. & R. Bentley) och detta bolag blev det första att på ett framstående sätt publicera verk med xylografier.
Mellan 1829–1832 samarbetade Bentley tillsammans med förläggaren Henry Colburn. Detta samarbete slutade dock dåligt och de blev senare konkurrenter. 1836 grundade Bentley litteraturtidskriften Bentley's Miscellany.
1823 gifte sig Bentley med Charlotte Botten (1800–1871). De fick nio barn, där en av deras söner, George Bentley (1828–1895), gick i sin fars fotspår och blev förläggare. 1867 bröt Bentley sitt ben efter ett fall och han avled den 10 september 1871. Han begravdes i West Norwood, London den 18 september samma år.